# Patrimoni excepcional de Valònia
Patrimoni excepcional de Valònia (en francès Patrimoine immobilier exceptionnel de la Wallonie) és una selecció de béns immobiliàris llistats i protegits d'interès major a Valònia, (Bèlgica). La llista és proposada per la Comissió Reial dels Monuments, emplaçaments arqueològics i excavacions i obté vigor legal per decret del Govern Való. Inicialment s'actualitzava cada tres anys, i des del 2016 cada cinc anys. La primera llista va ser publicada el 1993 i la darrera actualització data del 2016. La llista actual conté uns dos cents béns, dels quals cinc són Patrimoni de la Humanitat.